# Mączka drzewna

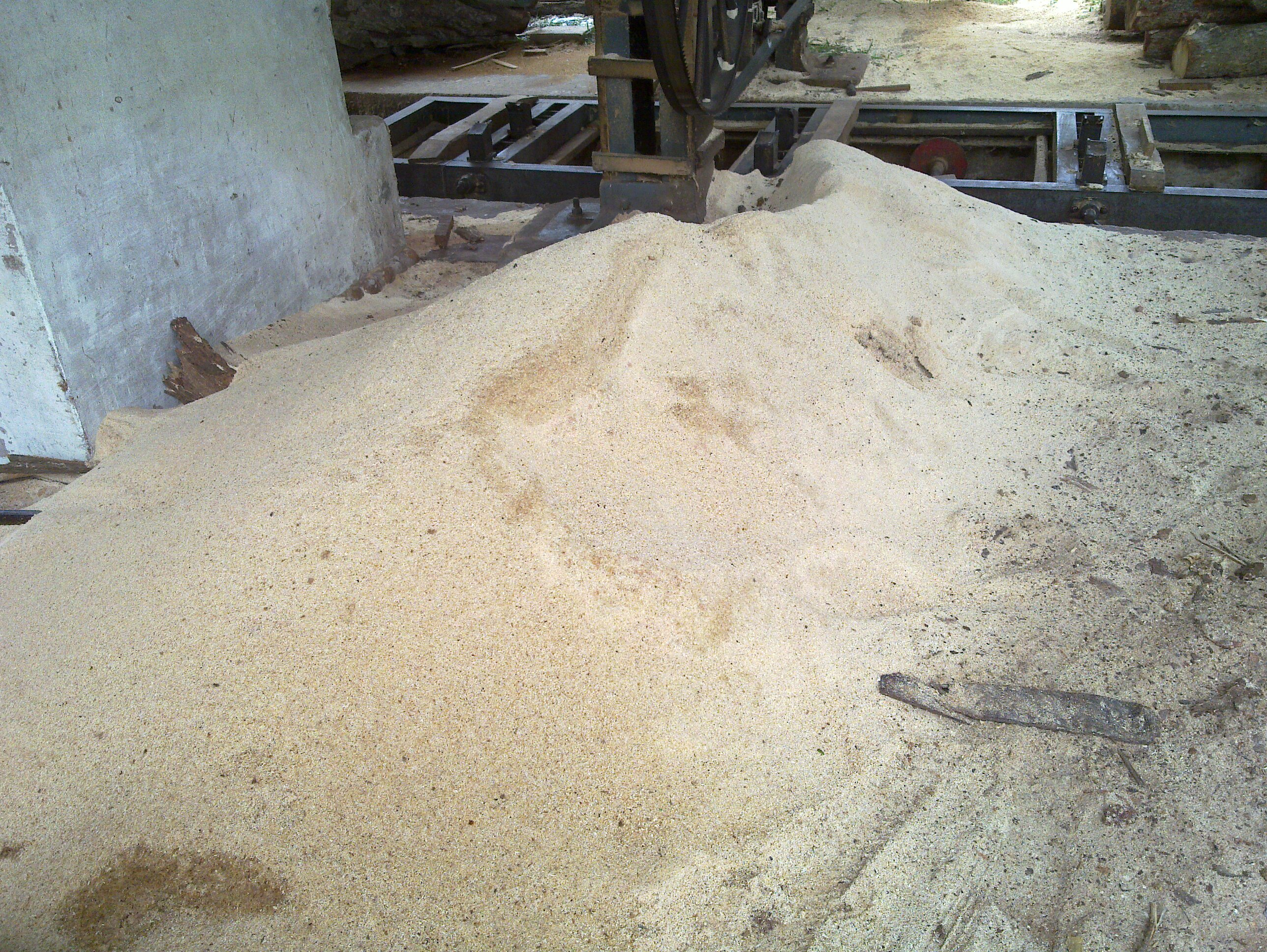
Mączka drzewna, odpad uzyskany przy obróbce drewna

Mączka drzewna - tworzywo złożone z cząstek drewna rozdrobnionego i posegregowanego w specjalnych odsiewnikach. 
Podstawowymi pierwiastkami wchodzącymi w skład mączki drzewnej są węgiel (49,5%), tlen (43,8%), wodór (6,0%), azot (0,2%) i inne. Tworzą one związki organiczne, takie jak celuloza, hemiceluloza i lignina - są to związki podstawowe.
Ponadto w mączce drzewnej występują też węglowodany proste, białko, skrobia, garbniki, olejki eteryczne, kauczuk naturalny oraz sole mineralne, które po spaleniu dają popiół. Skład chemiczny zależy od rodzaju drzewa, klimatu, gleby itp.
Mączka drzewna jest wykorzystywana jako wypełniacz przy produkcji tworzyw sztucznych, takich jak bakelit czy linoleum oraz w pirotechnice. 